# 녹아웃

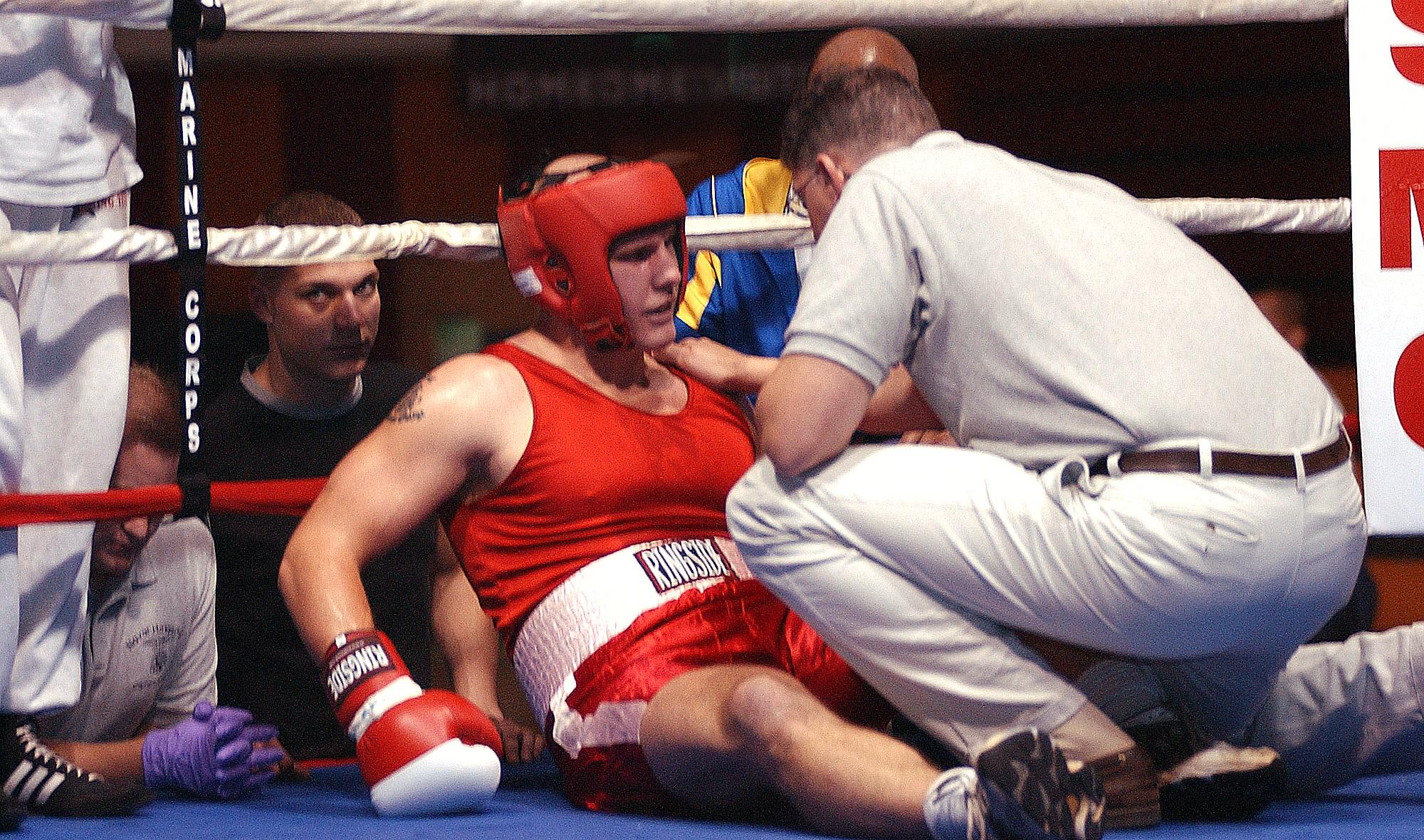

녹아웃(knockout)은 권투나 기타 격투기에서 상대를 녹다운 상태로 승리하는 것이다. 통칭은 K.O.이다.

## 녹다운(knockdown)
녹다운은 대전하는 사람이 발 이외의 신체의 어떠한 부분이라도 링의 바닥을 터치할 때 발생하며 다시 일어나서 대전을 계속할 수 있는 상황을 말한다.

## 같이 보기
- 주먹질
- 태권도